# Elaine Breeden

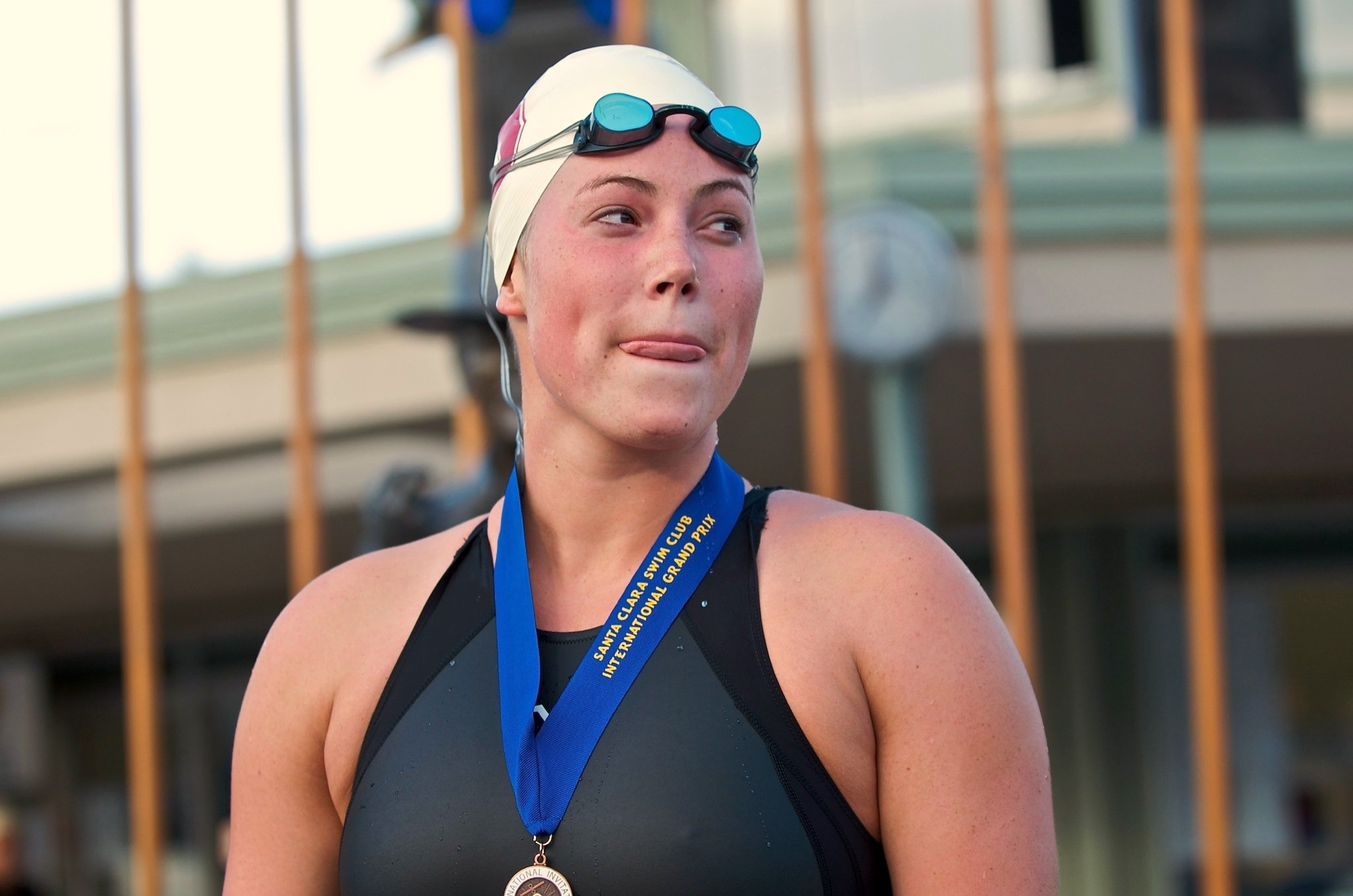
Elaine Breeden 2009 in Santa Clara

Eleina Breeden, nach Heirat Elaine Penrose (* 18. November 1988 in Lexington, Kentucky), ist eine ehemalige Schwimmerin aus den Vereinigten Staaten. Sie gewann bei Olympischen Spielen eine Silbermedaille. Bei Panamerikanischen Spielen erschwamm sie je eine Gold- und Bronzemedaille.

## Sportliche Karriere
Elaine Breeden studierte an der Stanford University und schwamm für deren Sportteam.
Bei den Kurzbahnweltmeisterschaften 2006 in Shanghai belegte Breeden den fünften Platz über 200 Meter Schmetterling. Breeden trat außerdem zweimal im Staffelvorlauf an. Während die 4-mal-100-Meter-Lagenstaffel im Finale Zweite wurde, weshalb auch Breeden eine Silbermedaille erhielt, belegte die 4-mal-100-Meter-Freistilstaffel im Endlauf den fünften Platz. 2007 bei der Universiade in Bangkok wurde Breeden Siebte über 50 Meter Schmetterling und Achte über 200 Meter Schmetterling. Mit der 4-mal-100-Meter-Lagenstaffel gewann Breeden die Silbermedaille.
Ein Jahr später bei den Olympischen Spielen in Peking schied Breeden über 100 Meter Schmetterling als Zehnte im Halbfinale aus, zum Finaleinzug fehlten ihr 0,17 Sekunden. Auf der doppelt so langen Strecke erreichte sie den Endlauf als Achte des Halbfinales mit 0,14 Sekunden Vorsprung vor der Neunten. In der Entscheidung wurde sie Siebte und war damit beste Amerikanerin. Die 4-mal-100-Meter-Lagenstaffel mit Margaret Hoelzer, Megan Jendrick, Elaine Breeden und Kara Lynn Joyce schwamm die drittbeste Vorlaufzeit. Im Finale waren Natalie Coughlin, Rebecca Soni, Christine Magnuson und Dara Torres fast sechs Sekunden schneller als im Vorlauf und schlugen als Zweite hinter den Australierinnen an.
Bei den Panamerikanischen Spielen 2011 in Guadalajara wurde Breeden Dritte über 100 Meter Schmetterling, wobei sie über eine Sekunde hinter ihrer Landsfrau Claire Donahue und eine halbe Sekunde hinter der Brasilianerin Daynara de Paula das Ziel erreichte. Für ihren Vorlaufeinsatz in der Lagenstaffel erhielt Breeden eine Goldmedaille, im Finale schwamm Claire Donahue.
2012 verpasste Breeden die Qualifikation für die Olympischen Spiele in London und beendete danach ihre Aktivenlaufbahn.